# Claudia Traidl-Hoffmann

Claudia Traidl-Hoffmann

Claudia Traidl-Hoffmann ist eine deutsche Ärztin und Universitätsprofessorin. 
Sie ist Professorin für Umweltmedizin an der Medizinischen Fakultät der Universität Augsburg und leitet als Chefärztin die Hochschulambulanz für Umweltmedizin am Universitätsklinikum Augsburg. Darüber hinaus ist sie Direktorin des Instituts für Umweltmedizin bei Helmholtz Munich.
Ihre Forschung und klinische Tätigkeit konzentriert sich auf Präventions- und Behandlungsmöglichkeiten für von Umweltfaktoren beeinflusste Erkrankungen, insbesondere Allergien und Neurodermitis und deren molekulare Grundlagen. Die Folgen der globalen Erwärmung für die Gesundheit, die Stärkung von Resilienz, die Entwicklung von Methoden für personalisierte Medizin und Pandemic Preparedness sind weitere Schwerpunkte.

## Werdegang
Traidl-Hoffmann studierte von 1989 bis 1996 Medizin an der RWTH Aachen. Während des gesamten Studiums wurde sie unterstützt von der Trilux Lenze Stiftung für Begabtenförderung. 1997 erhielt Traidl-Hoffmann den Doktorgrad (summa cum laude) für ihre Dissertation zum Thema Entwicklung und Anwendung neuer molekularmedizinischer Methoden zur Mutationsanalyse von humanpathogenen Papillomviren (HPV). Von 1999 bis 2001 forschte Traidl-Hoffmann, unterstützt durch ein DFG-Stipendium in Rom, am Istituto Dermopatico dell’immacolata. Die Habilitation im Bereich Dermatologie und Venerologie erfolgte 2004 an der TU München mit dem Thema „Ekzem und Allergie: Mechanismen und Einflussfaktoren“. 2006 erlangte sie die Lehrbefugnis für Dermatologie und Venerologie, im Jahr 2008 im Bereich Allergologie. Von 2001 bis 2009 arbeitete Traidl-Hoffmann als Assistenzärztin in der Klinik für Dermatologie der Technischen Universität München und ab 2010 für ein Jahr als Assistenzprofessorin in der Klinik für Dermatologie und Allergologie. Von 2010 bis 2013 war sie Oberärztliche Leitung des Diagnostischen Laboratoriums für Borreliose, Neurodermitis und Psoriasis an der Klinik für Dermatologie der Technischen Universität München (TUM). Gleichzeitig hatte sie von 2011 bis 2013 die Dermatologische Leitung des Interdisziplinären HIV-Zentrums am Klinikum rechts der Isar (IZAR), TUM inne. 
Seit 2013 ist Traidl-Hoffmann Lehrstuhlinhaberin des Lehrstuhls für Umweltmedizin an der TU München, der im Rahmen des UNIKA-T (Universitäres Zentrum für Gesundheitswissenschaften am Klinikum Augsburg) in Augsburg angesiedelt war. Im Zuge der Neugründung der Medizinischen Fakultät in Augsburg, wurde der Lehrstuhl von Traidl-Hoffmann im Jahr 2021 an die Universität Augsburg transferiert. 2025 wurde der Lehrstuhl zum Institut für Umweltmedizin und Integrative Gesundheit erweitert. Im Jahr 2014 übernahm Traidl-Hoffmann die Leitung der Hochschulambulanz für Umweltmedizin am Universitätsklinikum Augsburg. Im Jahr 2015 wurde sie zur Direktorin des Instituts für Umweltmedizin (IEM) am Helmholtz Zentrum München – Deutsches Forschungszentrum für Gesundheit und Umwelt (HMGU) ernannt.
Im Jahr 2013 wurde Traidl-Hoffmann Mitglied des Direktoriums von CK-CARE. Seit 2020 ist sie dessen Sprecherin. Von 2017 bis 2022 war Traidl-Hoffmann Stellvertretende Direktorin am ZIEL - Institute for Food & Health, Weihenstephan der TUM. Im Jahr 2021 gab sie zusammen mit Torsten Zuberbier und Thomas Werfel den Band “Allergic Diseases – From Basic Mechanisms to Comprehensive Management and Prevention” heraus, der den Stand der Wissenschaft zum Thema Allergie komprimiert versammelt. Claudia Traidl-Hoffman ist Mitglied der Arbeitsgemeinschaft Dermatologische Forschung (ADF) (03/2010 – 03/2012 Mitglied des geschäftsführenden Vorstands) und Initiatorin der ADF-Winterschool auf der Umweltforschungsstation Schneefernerhaus. Weiter ist sie Mitglied in der Sektion Immunologie der European Academy of Allergology and Immunology (EAACI) (2009-2011 Vorstand), Leiterin der Sektion Immunologie der DGAKI (2010–2012), Stellvertretende Vorsitzende der Arbeitsgruppe Allergologie der Deutschen Dermatologischen Gesellschaft (DDG) (2013–2022). Zudem fungiert sie als Mit-Herausgeberin der Zeitschrift Allergy.

## Persönliches Engagement – Klimawandel und Resilienz
Traidl-Hoffmann engagiert sich stark dafür, allergische Erkrankungen und die Auswirkungen des Klimawandels auf die Gesundheit bekannt zu machen und die Resilienz gegenüber Umweltfaktoren, Extremwetterereignissen und Katastrophen zu stärken. Im Jahr 2019 überreichte sie zusammen mit einer Gruppe internationaler Wissenschaftler das Papier „Air pollution and Health“ an die UN in New York, die es annahm und anerkannte. Die Inhalte erhielten somit den Status einer Richtlinie. Traidl-Hoffmann engagiert sich ferner für KLUG – Deutsche Allianz Klimawandel und Gesundheit e.V. ebenso wie in der Fortbildungsarbeit für Ärztinnen und Ärzte zu den Themen Allergien und Gesundheit und Klimawandel. 2021 verfasste sie das Buch „Überhitzt - Die Folgen des Klimawandels für unsere Gesundheit“, das das Thema einem breiten Publikum zugänglich macht und gab zusammen mit Babette Simon, Christian Schulz und Martin Herrmann das Buch „Planetary Health. Klima, Umwelt und Gesundheit im Anthropozän“ heraus, das sich an Praktiker im Gesundheitsbereich richtet. Traidl-Hoffmann engagiert sich besonders im Bereich „Klimawandel und Gesundheit“. Im Jahr 2021 rief sie als Gründungsmitglied das Zentrum für Klimaresilienz der Universität Augsburg mit ins Leben und ist nun eine der stellvertretenden Direktoren. Im Jahr 2022 sprach sie auf der Weltklimakonferenz in Sharm El-Sheikh.
Claudia Traidl-Hoffmann nimmt darüber hinaus Aufgaben im Bereich der Beratung und Information politischer Entscheidungsträger wahr. Der Lehrstuhl für Umweltmedizin ist teilnehmende Organisation in der Bayerische Landesarbeitsgemeinschaft Gesundheitsschutz im Klimawandel (LAGiK). Traidl-Hoffmann wurde 2022 als Mitglied in die Kommission „Environmental Public Health“ des RKI berufen, im Jahr 2023 in den Wissenschaftlichen Beirat der Bundesregierung Globale Umweltveränderungen (WBGU). Zudem wurde sie vom Bayerischen Gesundheitsministerium 2023 zur Sonderbeauftragten für Klimaresilienz und Prävention und innerhalb des Kompetenzzentrums für Gesundheitsschutz im Klimawandel am Bayerischen Landesamt für Gesundheit und Lebensmittelsicherheit ernannt.

## Forschungsbereiche
- Allergische Erkrankungen und Auswirkungen von Umweltfaktoren auf allergische Erkrankungen und Neurodermitis
- Untersuchung des Mikrobioms der Haut und der Wechselwirkungen zwischen Mikrobiom und Hautzellen
- Erforschung der Übertragbarkeit von Viruserkrankungen und Vorhersage des Krankheitsverlaufs von Infektionen wie COVID-19 oder Allergien durch die Identifikation von Biomarkern
- Auswirkungen von Umweltverschmutzung und Klimawandel auf die Gesundheit und Stärkung von Prävention und Resilienz, z. B. durch die Entwicklung geeigneter digitaler Tools

## Auszeichnungen und Preise
- 2020: EAACI-Fellow[18]
- 2018: DGAKI-Forschungspreis für die Arbeit „Altunbulakli et al. JACI 2018“[4]
- 2015: Oskar-Gans-Preis, Deutsche Dermatologische Gesellschaft, DDG[19]
- 2011: PhARF-Award, Ehrenhafte Erwähnung als Kandidatin[20]
- 2006: Allergopharma-Award[21]

## Wissenschaftliche Publikationen (Auswahl)
- Isabelle Beck, Susanne Jochner, Stefanie Gilles, Mareike McIntyre, Jeroen T. M. Buters, Carsten Schmidt-Weber, Heidrun Behrendt, Johannes Ring, Annette Menzel, Claudia Traidl-Hoffmann: High Environmental Ozone Levels Lead to Enhanced Allergenicity of Birch Pollen. In: PLOS ONE. Band 8, Nr. 11, 20. November 2013, ISSN 1932-6203, S. e80147, doi:10.1371/journal.pone.0080147, PMID 24278250, PMC 3835901 (freier Volltext) – (plos.org [abgerufen am 23. Februar 2024]).
- Athanasios Damialis, Stefanie Gilles, Mikhail Sofiev, Viktoria Sofieva, Franziska Kolek, Daniela Bayr, Maria P. Plaza, Vivien Leier-Wirtz, Sigrid Kaschuba, Lewis H. Ziska, Leonard Bielory, László Makra, Maria del Mar Trigo, COVID-19/POLLEN study group, Claudia Traidl-Hoffmann, Gilles Oliver, Nhan Pham-Thi, M. Thibaudon, Arturo H. Arino, J. Belmonte, Patricia Cervigon Morales, Concepcion de Linares, Delia Fernández, Santiago Fernandez-Rodriguez, Antonia Gabaldon Arguisuelas, Carmen Galan, Monica González-Alonso, Beatriz Lara, José María Moreno Grau, José Oteros, Rosa Pérez-Badia, Anabel Pérez-de-Zabalza, Antonio Picornell, Marta Recio, Estrella Robles, Alberto Rodríguez-Fernández, Javier F. Rodríguez-Rajo, Jesús Rojo, Luis Ruiz Valenzuela, Karl-Christian Bergmann, Barbora Werchan, Matthias Werchan, Jeroen T.M. Buters, Maximilian Bastl, Susanne Dunker, Thomas Hornick, Nestor González Roldán, Stefan Gilge, B. Clot, Stanley Finemann, Linda B. Ford, Robert Anthony Gomez, Sanjay Kamboj, Wayne Wilhelm, Paul J. Beggs, Pamela Burton, Janet M Davies, Simon Haberle, Constance Helen Katelaris, Ben Keaney, Andelija Milic, Victoria Miller, Shanice van Haeften, Maira Bonini, Anna Bordin, Valentina Ceriotti, Fabiana Cristofolini, Antonella Cristofori, Elena Gottardini, Guido Marcer, Paolo Marraccini, Paolo Mascagni, Antonio Meriggi, Loretta Pace, Alberto Pini, Maria Cristina Tacca, Nicolas Bruffaerts, Lucie Hoebeke, Beverley Adams-Groom, Catherine Helen Pashley, Jack Satchwell, C. A. Skjøth, Fiona A. Symon, Celia Maria Miguel Antunes, Elsa Caeiro, Irene Gomes Câmara Camacho, Ana Cristina Rodrigues Costa, Ricardo João Ratola Capela Deus, Manuel Branco Ferreira, Joao Almeida Lopes Fonseca, Ana Catarina Galveias Jorge, Helena Ribeiro, Beatriz Tavares, Łukasz Grewling, Agnieszka Grinn-Gofroń, Dariusz Jurkiewicz, Ewa Kalinowska, Agnieszka A Lipiec, Dorota Myszkowska, Krystyna Piotrowska-Weryszko, Malgorzata Puc, Anna Agnieszka Rapiejko, Piotr Rapiejko, Elżbieta Weryszko-Chmielewska, Monika Ziemianin, Dilys Berman, Werner Hoek, Ahmed Ismail Manjra, Jonathan Peter, å. Dahl, Agneta Ekebom, Barbara Stjepanovic, Ana Večenaj, S. Celenk, Ozlem Goksel, Tuncay Goksel, Aykut Guvensen, Nur Munevver Pinar, Cansin Sackesen, Aydar Acar Sahin, Ulas Uguz, Duygu Yazici, Dóra Kajitor-Apatini, Donát Magyar, Tamás Szigeti, Branko Sikoparija, Andreja Kofol Seliger, Anja Simčič, Jae-Won Oh, Athanasios Charalampopoulos, D. Vokou, K. Rasmussen, Laura Beatriz Barrionuevo, German Dario Ramon, Letty A. de Weger, Mieke M.J.F. Koenders, Arnold J.H. van Vliet, Jozef Dušička, Janka Lafférsová, Jana Ščevková, O. Rybníček, Frances Coates, Dawn Jurgens, Ingrida Šaulienė, Elena Severova, V. Rodinkova, Mykyta Bortnyk, Olena Palamarchuk, Maryna Yasniuk, Maria Louna-Korteniemi, Sanna Pätsi, Annika Saarto, Linnea Toiviainen, Olga Sozinova, Peng Jia: Higher airborne pollen concentrations correlated with increased SARS-CoV-2 infection rates, as evidenced from 31 countries across the globe. In: Proceedings of the National Academy of Sciences. Band 118, Nr. 12, 23. März 2021, ISSN 0027-8424, doi:10.1073/pnas.2019034118, PMID 33798095, PMC 7999946 (freier Volltext) – (pnas.org [abgerufen am 23. Februar 2024]).
- Kilian Eyerich, Stefanie Foerster, Stephanie Rombold, Hans-Peter Seidl, Heidrun Behrendt, Heidelore Hofmann, Johannes Ring, Claudia Traidl-Hoffmann: Patients with Chronic Mucocutaneous Candidiasis Exhibit Reduced Production of Th17-Associated Cytokines IL-17 and IL-22. In: Journal of Investigative Dermatology. Band 128, Nr. 11, 1. November 2008, ISSN 0022-202X, S. 2640–2645, doi:10.1038/jid.2008.139 (sciencedirect.com [abgerufen am 23. Februar 2024]).
- Stefanie Gilles, Cornelia Blume, Maria Wimmer, Athanasios Damialis, Laura Meulenbroek, Mehmet Gökkaya, Carolin Bergougnan, Selina Eisenbart, Nicklas Sundell, Magnus Lindh, Lars‐Magnus Andersson, Åslög Dahl, Adam Chaker, Franziska Kolek, Sabrina Wagner, Avidan U. Neumann, Cezmi A. Akdis, Johan Garssen, Johan Westin, Belinda van't Land, Donna E. Davies, Claudia Traidl‐Hoffmann: Pollen exposure weakens innate defense against respiratory viruses. In: Allergy. Band 75, Nr. 3, März 2020, ISSN 0105-4538, S. 576–587, doi:10.1111/all.14047 (wiley.com [abgerufen am 23. Februar 2024]).
- Stefanie Gilles, Valentina Mariani, Martina Bryce, Martin J. Mueller, Johannes Ring, Thilo Jakob, Saveria Pastore, Heidrun Behrendt, Claudia Traidl-Hoffmann: Pollen-derived E1-phytoprostanes signal via PPAR-gamma and NF-kappaB-dependent mechanisms. In: Journal of Immunology. Band 182, Nr. 11, 1. Juni 2009, ISSN 1550-6606, S. 6653–6658, doi:10.4049/jimmunol.0802613, PMID 19454659.
- Katharina Harter, Gertrud Hammel, Lisa Krabiell, Birgit Linkohr, Annette Peters, Lars Schwettmann, Johannes Ring, Hamimatunnisa Johar, Karl-Heinz Ladwig, Claudia Traidl-Hoffmann: Different Psychosocial Factors Are Associated with Seasonal and Perennial Allergies in Adults: Cross-Sectional Results of the KORA FF4 Study. In: International Archives of Allergy and Immunology. Band 179, Nr. 4, 2019, ISSN 1423-0097, S. 262–272, doi:10.1159/000499042, PMID 31018198.
- Alina Herrmann, Benedikt Lenzer, Beate S Müller, Ina Danquah, Kari C Nadeau, Cathleen Muche-Borowski, Claudia Traidl-Hoffmann: Integrating planetary health into clinical guidelines to sustainably transform health care. In: The Lancet Planetary Health. Band 6, Nr. 3, 1. März 2022, ISSN 2542-5196, S. e184–e185, doi:10.1016/S2542-5196(22)00041-9 (sciencedirect.com [abgerufen am 23. Februar 2024]).
- Claudia Hülpüsch, Karolina Tremmel, Gertrud Hammel, Madhumita Bhattacharyya, Amedeo de Tomassi, Thomas Nussbaumer, Avidan U. Neumann, Matthias Reiger, Claudia Traidl‐Hoffmann: Skin pH–dependent Staphylococcus aureus abundance as predictor for increasing atopic dermatitis severity. In: Allergy. Band 75, Nr. 11, November 2020, ISSN 0105-4538, S. 2888–2898, doi:10.1111/all.14461 (wiley.com [abgerufen am 23. Februar 2024]).
- Claudia Hülpüsch, Andreas B. Weins, Claudia Traidl‐Hoffmann, Matthias Reiger: A new era of atopic eczema research: Advances and highlights. In: Allergy. Band 76, Nr. 11, November 2021, ISSN 0105-4538, S. 3408–3421, doi:10.1111/all.15058 (wiley.com [abgerufen am 23. Februar 2024]).
- Valentina Mariani, Stefanie Gilles, Thilo Jakob, Martina Thiel, Martin J. Mueller, Johannes Ring, Heidrun Behrendt, Claudia Traidl-Hoffmann: Immunomodulatory mediators from pollen enhance the migratory capacity of dendritic cells and license them for Th2 attraction. In: Journal of Immunology. Band 178, Nr. 12, 15. Juni 2007, ISSN 0022-1767, S. 7623–7631, doi:10.4049/jimmunol.178.12.7623, PMID 17548598.
- Avidan U Neumann, Mehmet Goekkaya, Karim Dorgham, Claudia Traidl-Hoffmann, Guy Gorochov: Tocilizumab in COVID-19 therapy: who benefits, and how? In: The Lancet. Band 398, Nr. 10297, 24. Juli 2021, ISSN 0140-6736, S. 299–300, doi:10.1016/S0140-6736(21)01427-6 (sciencedirect.com [abgerufen am 23. Februar 2024]).
- Maria Quaranta, Bettina Knapp, Natalie Garzorz, Martina Mattii, Venu Pullabhatla, Davide Pennino, Christian Andres, Claudia Traidl-Hoffmann, Andrea Cavani, Fabian J. Theis, Johannes Ring, Carsten B. Schmidt-Weber, Stefanie Eyerich, Kilian Eyerich: Intraindividual genome expression analysis reveals a specific molecular signature of psoriasis and eczema. In: Science Translational Medicine. Band 6, Nr. 244, 9. Juli 2014, ISSN 1946-6234, doi:10.1126/scitranslmed.3008946 (science.org [abgerufen am 23. Februar 2024]).
- Matthias Reiger, Claudia Traidl-Hoffmann, Avidan U. Neumann: The skin microbiome as a clinical biomarker in atopic eczema: Promises, navigation, and pitfalls. In: Journal of Allergy and Clinical Immunology. Band 145, Nr. 1, 1. Januar 2020, ISSN 0091-6749, S. 93–96, doi:10.1016/j.jaci.2019.11.004 (sciencedirect.com [abgerufen am 23. Februar 2024]).
- Julie Toubiana, Satoshi Okada, Julia Hiller, Matias Oleastro, Macarena Lagos Gomez, Juan Carlos Aldave Becerra, Marie Ouachée-Chardin, Fanny Fouyssac, Katta Mohan Girisha, Amos Etzioni, Joris Van Montfrans, Yildiz Camcioglu, Leigh Ann Kerns, Bernd Belohradsky, Stéphane Blanche, Aziz Bousfiha, Carlos Rodriguez-Gallego, Isabelle Meyts, Kai Kisand, Janine Reichenbach, Ellen D. Renner, Sergio Rosenzweig, Bodo Grimbacher, Frank L. van de Veerdonk, Claudia Traidl-Hoffmann, Capucine Picard, Laszlo Marodi, Tomohiro Morio, Masao Kobayashi, Desa Lilic, Joshua D. Milner, Steven Holland, Jean-Laurent Casanova, Anne Puel, International STAT1 Gain-of-Function Study Group: Heterozygous STAT1 gain-of-function mutations underlie an unexpectedly broad clinical phenotype. In: Blood. Band 127, Nr. 25, 23. Juni 2016, ISSN 1528-0020, S. 3154–3164, doi:10.1182/blood-2015-11-679902, PMID 27114460, PMC 4920021 (freier Volltext).
- K. Zeiser, G. Hammel, I. Kirchberger, C. Traidl‐Hoffmann: Social and psychosocial effects on atopic eczema symptom severity – a scoping review of observational studies published from 1989 to 2019. In: Journal of the European Academy of Dermatology and Venereology. Band 35, Nr. 4, April 2021, ISSN 0926-9959, S. 835–843, doi:10.1111/jdv.16950 (wiley.com [abgerufen am 23. Februar 2024]).

Bücher
- Claudia Traidl-Hoffmann und Katja Trippel: Überhitzt. Die Folgen des Klimawandels für unsere Gesundheit. Was wir tun können. Dudenverlag, 2021. ISBN 978-3-411-75666-7
- Claudia  Traidl-Hoffmann (Hrsg.) Christian Schulz (Hrsg.), Martin Herrmann (Hrsg.), Babette Simon (Hrsg.), Planetary Health : Klima, Umwelt und Gesundheit im Anthropozän. MWV Medizinisch Wissenschaftliche Verlagsgesellschaft, 2021. ISBN 978-3-95466-673-7
- Claudia  Traidl-Hoffmann (Hrsg.), Torsten Zuberbier (Hrsg.), Thomas Werfel (Hrsg.), Allergic Diseases – From Basic Mechanisms to Comprehensive Management and Prevention (HEP, volume 268), Springer, 2022. ISBN 978-3-030-84047-1

## Medien und Wissenschaftskommunikation (Auswahl)
Traidl-Hoffmann und ihre Arbeit sind mehrfach in den Medien erschienen, um das Bewusstsein für Allergien, klimawandelbedingte Auswirkungen auf die Gesundheit und Möglichkeiten zu Resilienz zu fördern.
- NDR - Panorama - Die Reporter, 1. Oktober 2024, "Extremwetter und wir - wenn die Hitze zur Gefahr wird"[22]
- Zeit Wissen, 29. August 2024, "Klimawandel: Folgen für unsere Gesundheit"[23]
- ARD Wissen Doku, 9. Juli 2024, "Mein Körper. Meine Wohlfühltemperatur. Wie kann ich Hitze aushalten?"[24]
- Dokumentation ZDF plan b, 22. Juli 2023, Kampf gegen Allergien: Hilfe für das Abwehrsystem[25]
- Video mit Eckart von Hirschhausen – GEGM, 26. September 2022, Warum nehmen Allergien zu? Eckart von Hirschhausen trifft Professorin Claudia Traidl-Hoffmann[26]
- KLUG – Klimawandel und Gesundheit, 23. Januar 2023, Soziale Kipp-Interventionen und Wissenschaftskommunikation, Veranstaltung mit Martin Herrmann, Harald Lesch und Claudia Traidl-Hoffmann[27]
- TEDxTUM, 10. September 2022, How your allergies are connected to global warming[28]
- BIOTOPIA – ESCAPING EXTINCTION / ÜBER:LEBEN, 30. Oktober 2021, Die Folgen des Klimawandels für unsere Gesundheit mit Claudia Traidl-Hoffmann, Katja Trippel und Harald Lesch[29]
- BR kontrovers, 27. Oktober 2021, Klima 2071: Wie wird das Wetter in 50 Jahren?[30]
- ARD alpha Campus Talks, 12. Oktober 2021, Welche gesundheitlichen Schäden verursacht der Klimawandel?[31]
- Der Spiegel „Klimabericht“-Podcast, 17. August 2021, Wie uns ein wärmerer Planet krank macht[32]
- SWR 1 Leute, 17. Juni 2021, Wie der Klimawandel unsere Gesundheit gefährdet[33]
- ZDF Maybrit Illner, 31. Januar 2019, “Die Dosis macht das Gift” – Thema: Stickstoffdioxidgrenzwerte[34]